# Axel Kühn
Pour les articles homonymes, voir Kühn.
Axel Kühn, né le 22 juin 1967 à Erfurt, est un bobeur allemand.

## Carrière
Axel Kühn remporte le titre mondial en bob à quatre aux Championnats du monde de bobsleigh de 1991 à Altenberg, avec ses coéquipiers Wolfgang Hoppe, Bogdan Musiol et Christoph Langen. Il participe ensuite aux Jeux olympiques de 1992 à Albertville, et est médaillé d'argent en bob à quatre en compagnie de Wolfgang Hoppe, Bogdan Musiol et René Hannemann.

## Palmarès

### Jeux Olympiques
- : médaillé d'argent en bob à 4 aux JO 1992.

### Championnats monde
- : médaillé d'or en bob à 4 aux championnats monde de 1991.